# (33010) Enricoprosperi
(33010) Enricoprosperi est un astéroïde de la ceinture principale.

## Description
(33010) Enricoprosperi est un astéroïde de la ceinture principale. Il fut découvert le 11 mars 1997 à San Marcello Pistoiese par Luciano Tesi et Gabriele Cattani. Il présente une orbite caractérisée par un demi-grand axe de 2,36 UA, une excentricité de 0,09 et une inclinaison de 7,1° par rapport à l'écliptique.

## Compléments